# Pungvarg
Pungvarg (Thylacinus cynocephalus), i engelsk och australisk folkmun kallad thylacine ("thylacin"), Tasmanian wolf ("tasmansk varg") eller Tasmanian tiger ("tasmansk tiger"), var det största kända rovlevande pungdjuret i modern tid. Arten var endemisk för Australien och tros ha dött ut under 1900-talet. När européerna nådde Australien fanns arten bara kvar på Tasmanien.

## Utseende

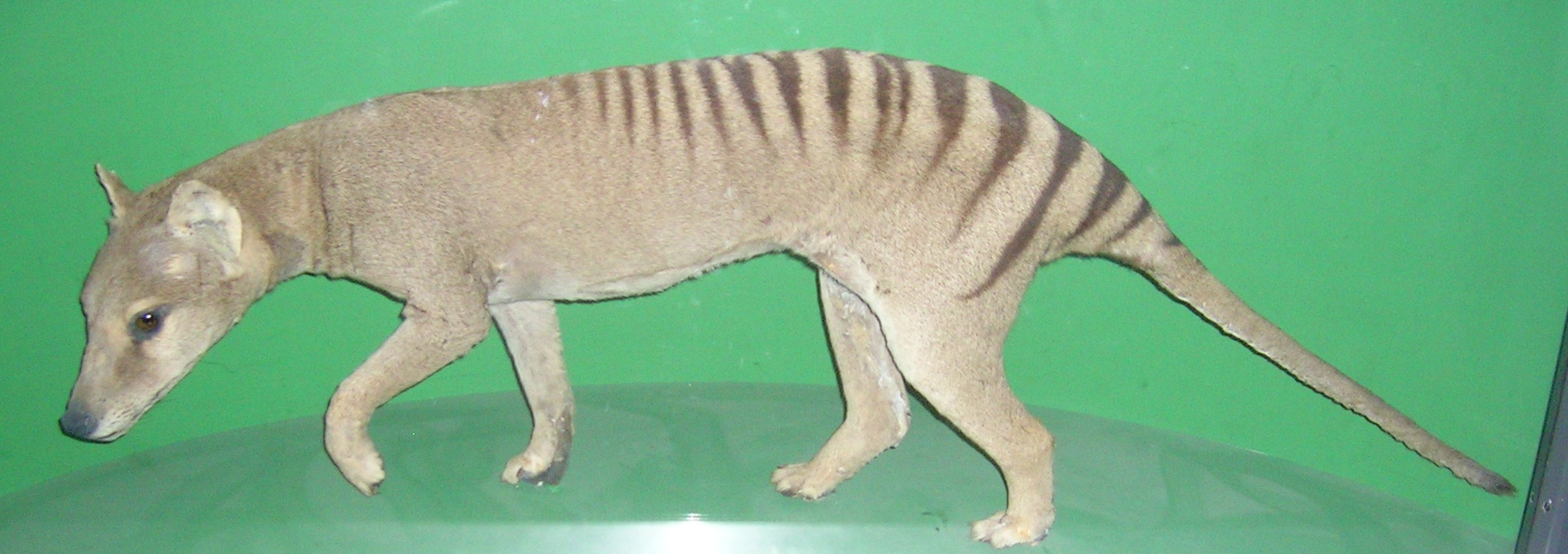
Uppstoppad individ på Oslos naturhistoriska museum.

Pungvargen och andra arter från samma släkte, som dog ut ännu tidigare, nådde en kroppslängd (huvud och bål) av 85 till 130 cm, en svanslängd av 38 till 65 cm och en mankhöjd mellan 35 och 60 cm. Vikten varierade mellan 15 och 30 kg. Kännetecknande var 13 till 19 svartbruna tvärstrimmor över den ljusgrå till gulbruna ryggen och främre delen av svansen som var lång och tjock och påminner om känguruns. Undersidan var ljusare.
Med sin tanduppsättning som liknar hunddjurens tänder skiljer sig pungvargen tydligt från familjen rovpungdjur (Dasyuridae). Den hade liksom dagens rovdjur (Carnivora) förlängda hörntänder och en rovdjurssax. Tandformeln var nästan likadan med övriga rovlevande pungdjur. Den var I 4/3 C 1/1 P 3/3 M 4/4, alltså 46 tänder. Till skillnad från arten tasmansk djävul som i relation till kroppsmassa har ett av de kraftigaste betten i världen var pungvargens bett inte särskilt kraftigt. Pungvargen ska ha haft ett underligt sätt att gå på och kunde när den jagade stå på bakbenen likt en känguru för att få överblick av landskapet.

## Ekologi
Levnadssättet är bara känt från gamla mer eller mindre trovärdiga berättelser. Pungvargen ska ha varit nattaktiv och den vilade i skydd av klippor eller i håligheter under större träd. Ibland solbadade individerna på dagen. Habitatet utgjordes främst av gräsmarker och öppna skogar men pungvargen besökte ibland tätare regnskogar.
Precis som vargar på det norra halvklotet utgjorde pungvargen toppen av sin näringskedja. Den var ett pungdjur och därmed inte släkt med moderkaksdjur som vargen, men på grund av konvergent evolution så delar pungvargen likväl allmän kroppsform och en rad anpassningar med denna art och andra arter av rovdjur. Pungvargen tros dock inte ha levt i flock som hunddjur. Istället tros den ha levt ensam eller i par. Till skillnad från de flesta hunddjur, som jagar genom att springa ifatt bytet i en kort jakt, anses pungvargen ha jagat genom att trötta ut sina byten under en längre jakt. Lätet har sagts vara gutturalt, som ett slags hostningar.
Pungvargens byten var känguruer och mindre däggdjur samt några fåglar. Den var skygg för människor och ansågs inte som aggressiv.
Honor hade förmåga att fortplanta sig hela året men de flesta ungar föddes under sommaren. Ungarna lämnade honans pung (marsupium) efter cirka två månader och stannade hos modern ytterligare sju månader. Den äldsta kända individen blev 13 år gammal.

## Utdöende

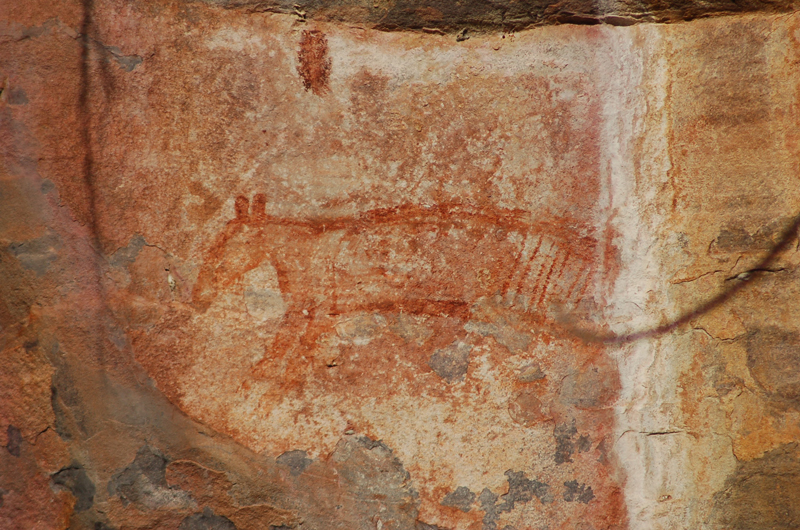
Grottmålning från Ubirr i norra Australien föreställande en pungvarg.

Pungvargen dog ut på det australiska fastlandet tusentals år före den europeiska kolonisationen, men överlevde på Tasmanien, liksom många andra arter endemiska pungdjur. De brittiska nybyggarna förstod inte vilket sorts djur de såg. Först trodde nybyggarna att den var en avlägsen släkting till hunden/vargen och inte ett pungdjur. Pungvargen, eller den tasmanska tigern, är ett i raden av djur som förmodligen dött ut på grund av människans oförståelse och rädsla. Under mitten och slutet av 1800-talet utgavs statliga skottpengar för varje skjutet exemplar. Detta beroende på att pungvargen anklagades för att riva får i stor omfattning. Detta tros dock ha varit överdrivet då tecken tyder på att pungvargen oftast åt andra mindre djur. Man har även teorier om att pungvargen delvis försvann på grund av epidemiska sjukdomar, liksom dingons ankomst till Australien och minskande habitat. Detta har dock inte vetenskapligt bevisats. Arten är klassad som utrotad, men fortfarande rapporteras det om människor som säger sig ha sett djuret. Bland annat har det talats om att man ska ha funnit en död pungvarg 1965. Inga konkreta bevis på detta finns dock.
Den sista kända pungvargen dog i fångenskap 1936 på Hobart Zoo och senare uppgifter om att djuret setts har inte kunnat bekräftas. Arten förklarades utdöd 1982.
Ett internationellt forskarelag utvann året 2023 RNA från ett uppstoppat exemplar som förvaras på Naturhistoriska riksmuseet i Stockholm.

## Systematik
Pungvargen var den sista kvarlevande arten i sitt släkte – Thylacinus, men fossil har påvisat flera andra arter i släktet från äldre miocen och framåt.
Flera undersökningar kom fram till att pungvargens närmaste nu levande släkting skulle vara den tasmanska djävulen. En nyare studie från 2009 som publicerades i tidskriften Genome Research fick däremot resultatet att myrpungdjuret är närmare släkt med pungvargar.